# Péter Kusztor
Péter Kusztor  est un coureur cycliste hongrois né le 27 décembre 1984 à Budapest. 

## Biographie
Péter Kusztor devient à 21 ans en 2005, champion espoirs de Hongrie du contre-la-montre en terminant troisième dans la catégorie élite. 
Il commence sa carrière dans l'équipe hongroise P-Nívó Betonexpressz 2000 Corratec en 2006. En 2008, il remporte trois Grands Prix en Slovaquie et en Hongrie. En 2011, il remporte le Tour de Bretagne devant l'Estonien Rene Mandri.
Entre 2019 et 2024, il est membre de l'équipe Novo Nordisk qui emploie uniquement des coureurs diabétiques.

## Palmarès
- 2004
  - 2e du championnat de Hongrie sur route espoirs
- 2005
  -  Champion de Hongrie du contre-la-montre espoirs
  - 2e du championnat de Hongrie de la montagne
  - 3e du championnat de Hongrie du contre-la-montre
- 2006
  - 2e étape de Košice-Tatras-Košice
- 2007
  - 4e étape du Tour de Pécs
  - Prologue du Grand Prix cycliste de Gemenc
  - Prologue du Tour de Szeklerland
  - 2e du Grand Prix cycliste de Gemenc
  - 2e du Tour de Szeklerland
- 2008
  - Grand Prix Hydraulika Mikolasek
  - Grand Prix Bradlo
  - Grand Prix Betonexpressz 2000
  - 2e du championnat de Hongrie sur route
  - 2e du Tour de Slovaquie
- 2009
  - 3e du Giro del Mendrisiotto
  - 3e du Tour du Jura
  - 3e du Grand Prix Guillaume Tell
- 2010
  -  Champion de Hongrie sur route
  -  Champion de Hongrie du contre-la-montre
  - 2e du Giro del Mendrisiotto
- 2011
  - Classement général du Tour de Bretagne
  - 3e du Kirschblütenrennen
  - 3e du championnat de Hongrie sur route
- 2012
  -  Champion de Hongrie sur route
  -  Champion de Hongrie de la montagne
- 2013
  -  Champion de Hongrie de la montagne
  - 6ea étape du Tour de Pécs
  - 2e de la Classic Beograd-Cacak
  - 3e du championnat de Hongrie du contre-la-montre
- 2014
  - 2e du championnat de Hongrie sur route
  - 3e du championnat de Hongrie du contre-la-montre
- 2015
  - 2e du championnat de Hongrie sur route
  - 2e du Tour du Burgenland
- 2016
  - 4e étape du Grand Prix cycliste de Gemenc
  - 3e du championnat de Hongrie du contre-la-montre
- 2017
  - 2e du Grand Prix cycliste de Gemenc
- 2018
  - V4 Special Series Debrecen - Ibrany

## Classements mondiaux
| Année           | 2005   | 2006 | 2007 | 2008 | 2009 | 2010 | 2011 | 2012 | 2013 | 2014 | 2015 | 2016   | 2017 |
| --------------- | ------ | ---- | ---- | ---- | ---- | ---- | ---- | ---- | ---- | ---- | ---- | ------ | ---- |
| UCI Africa Tour |        |      |      |      |      |      |      |      |      | 124e |      |        |      |
| UCI Europe Tour | 1 282e |      | 278e | 49e  | 180e | 269e | 201e | 264e | 153e | 394e | 274e | 1 239e | 761e |